# Robertino Loreti

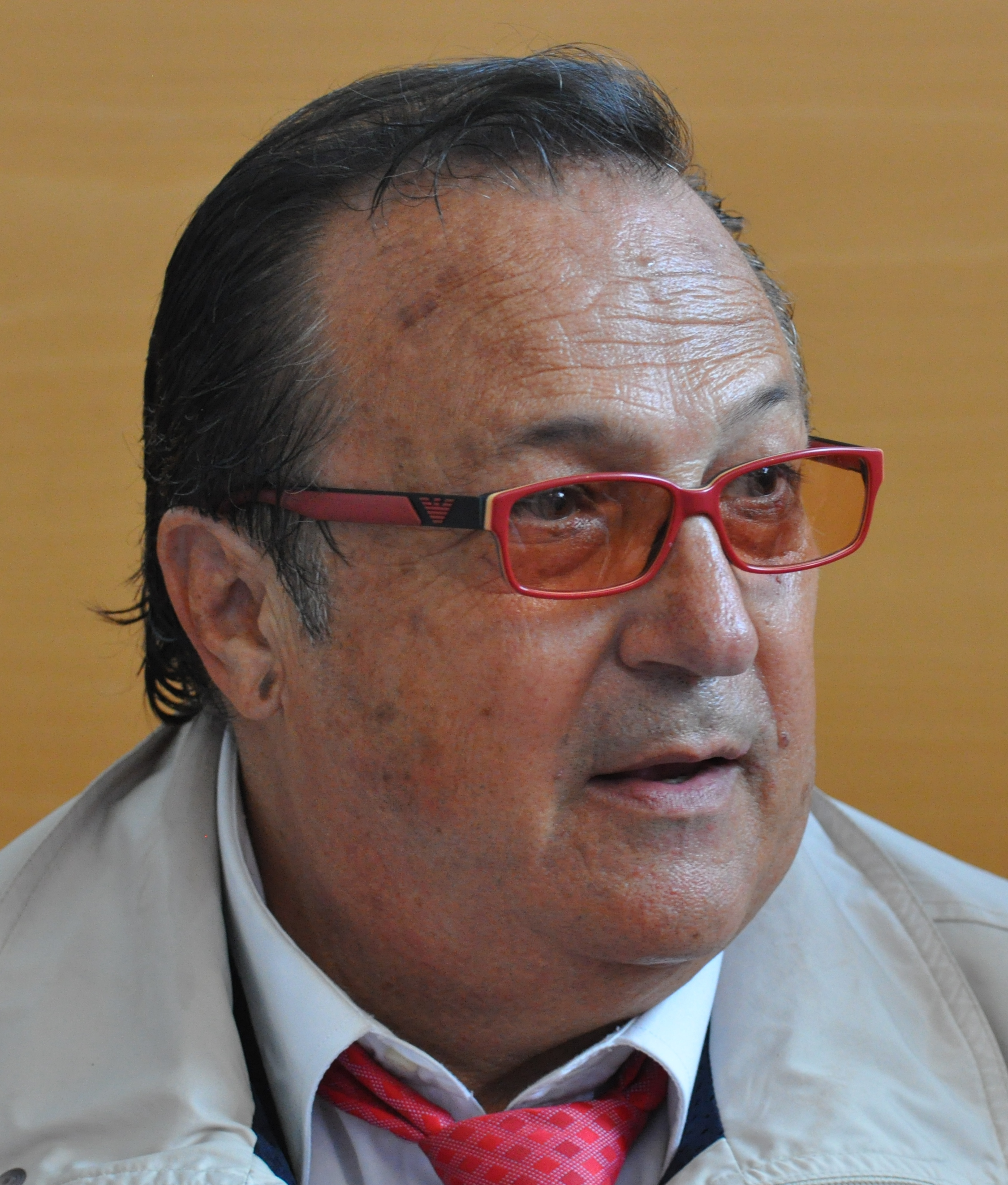
Robertino Loreti

Robertino Loreti (ur. 22 października 1948 w Rzymie) – włoski wokalista.
Urodził się w licznej rodzinie – miał ośmioro rodzeństwa. Jego rodzina była biedna i kiedy miał 10 lat, jego ojciec zachorował, Loreti pomagał więc dostarczając wypieki do restauracji. Śpiewał w Cafe Grand Italia kiedy neapolitański aktor Totò i duński producent TV Volmer Sørensen zwrócili na niego uwagę. Sørensen przebywał w Rzymie ze swoją żoną śpiewaczką Grethe Sønck, która zainteresowała się chłopcem. Zainteresowanie to zaowocowało koncertem w duńskiej TV Shows. Robertino nagrał album w Kopenhadze.
W wieku 12 lat był znany na świecie z wykonania włoskich piosenek ludowych „’O sole mio”, „Santa Lucia”, „Wróć do Sorento”, „Mamma” czy też utworu „Ave Maria”. Skala głosu młodego artysty była zbliżona do altu, jednak jego głos posiadał charakterystyczne zabarwienie zbliżone bardziej do jasnego haute-contre.

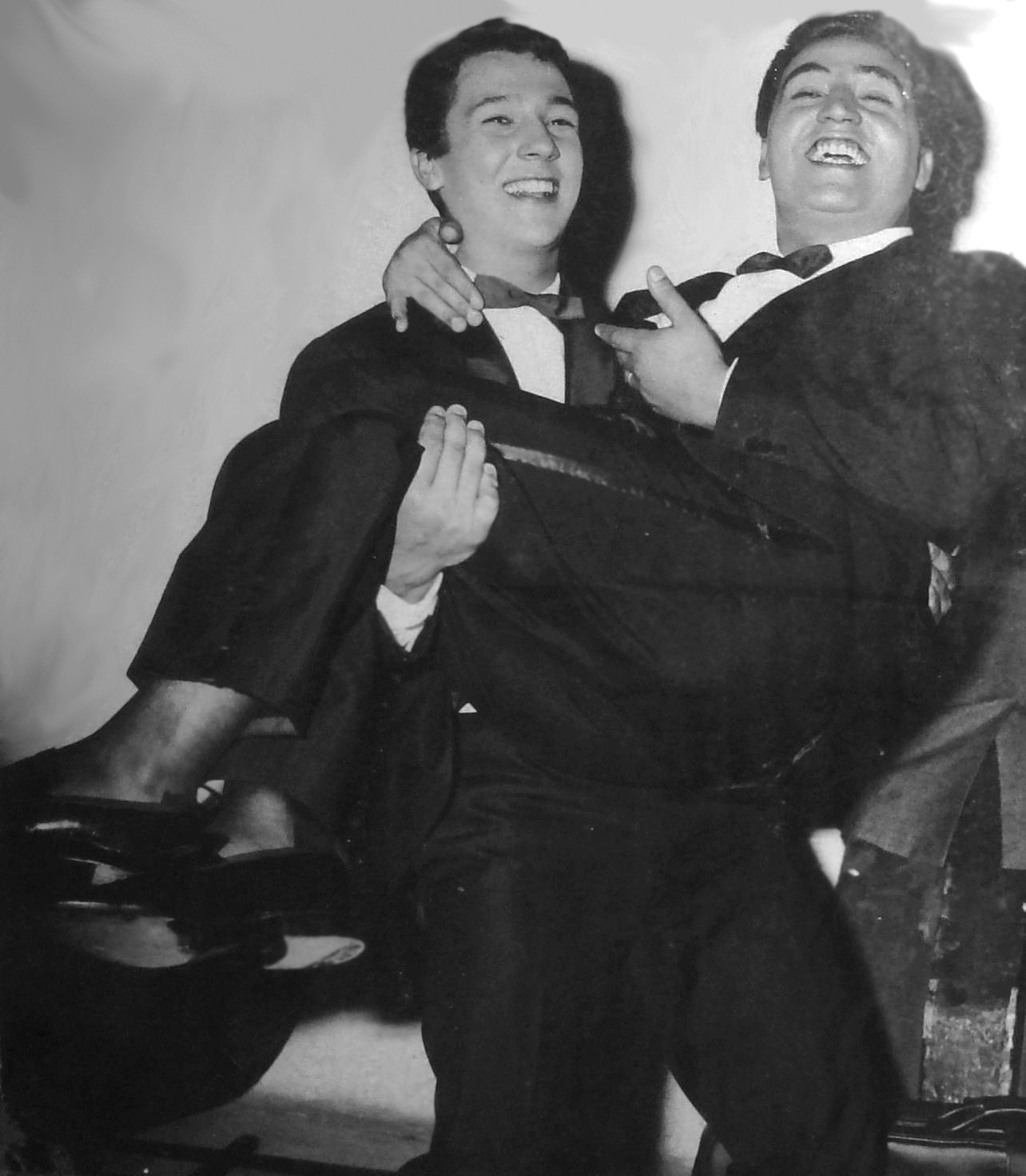
Robertino Loretti – Mario Trevi (1964)

Jego głos w końcu się zmienił i nie był już uważany za tak wyjątkowy jak przedtem. Loreti podróżował jeszcze po Europie, USA i Rosji z koncertami. Był wyjątkowo popularny w Rosji (ZSRR), gdzie zaprzyjaźnił się z rosyjskimi śpiewakami Muslimem Magomajewem, Tamarą Siniawską i Iosifem Kobzonem.
W 1966 roku wygrał Festiwal Piosenki Neapolitańskiej z piosenką „Bella”, wykonaną w parze z Sergio Brunim. Jako dorosły piosenkarz nagrał kilka płyt.

## Albumy
- 1974 Robertino sygnatura STM-EDE 0970 wydawca Electrecord Rumunia

1. Un dolaro d’amore
2. Arcobaleno
3. Oggi so cos’e la vita
4. Le belle donne
5. Non t’aspettavo piu
6. Cosa fai ragazza mia stasera?
7. Era la donna mia
8. Tu, solamente tu
9. Contenta tu, contento anch’io
10. Gelosia
11. Ogni giorno di piu

- 2004 All Gold Of The World

1. O Sole Mio
2. Ave Maria
3. Piccione
4. Santa Lucia
5. Anima E Coure
6. Torna A Surriento (Wróć do Sorrento)
7. Carbonaro
8. Mamma
9. Jamaica
10. Signora Fortuna
11. Papagallo
12. Bueno Notte
13. Paparo
14. O, Mein Papa
15. Mattianata
16. Violino Tzigano